# Гастингс, Джон, 1-й барон Гастингс
Джон Гастингс (англ. John Hastings; 6 мая 1262, Элсли, Уорикшир, Королевство Англия — 28 февраля 1313) — английский аристократ, 1-й барон Гастингс и 13-й барон Абергавенни с 1295 года, 1-й граф Ментейт с 1307 года. Участвовал в походах Эдуарда I и Эдуарда II, был в числе претендентов на корону Шотландии в 1291 году, в ходе «Великой тяжбы».

## Происхождение
Джон принадлежал к старинному роду Гастингсов, первые представители которого, братья Теодерик и Уолтер Диакон, владевшие землями в Эссексе и Саффолке, упоминаются в «Книге Страшного суда» (1086 год). Самый ранний из известных истории предков Джона — Уильям I де Гастингс, стюард короля Генриха I Боклерка и владелец манора Эшель в Норфолке. Внук Уильяма I Уильям II де Гастингс принимал активное участие в Первой баронской войне против короля Джона Безземельного; правнук Генри был верным вассалом короля Генриха III и женился на Аде Хантингдонской, племяннице короля Шотландии Вильгельма I Льва, благодаря чему существенно расширил свои владения. Его земли располагались в одиннадцати графствах, преимущественно на севере и западе Мидлендса. Сын Генри, носивший то же имя, поддержал Симона де Монфора во время Второй баронской войны и заседал в его парламенте как лорд Гастингс, но титул не был признан королём. Джон был старшим из сыновей этого Генри от брака с Джоан де Контело, представительницей влиятельного рода из Валлийской марки.

## Биография
Джон Гастингс родился 6 мая 1262 года. После смерти отца приблизительно в 1269 году он унаследовал многочисленные поместья в Центральной Англии, а после смерти в 1273 году дяди по матери, Джорджа де Контело, — феодальную баронию Абергавенни в Валлийской марке. Пока Гастингс не стал совершеннолетним, он находился под опекой брата короля Генриха III Ричарда и его сына Эдмунда Корнуолльского. Право устроить брак Джона монарх передал своему единоутробному брату Уильяму де Валенсу, 1-му графу Пембрук. Тот в 1275 году женил Гастингса на своей дочери, так что юный барон стал близким родственником королевской семьи. В 1283 году Джон вступил в свои права, в 1290 году его впервые вызвали в парламент, а с 1295 года он регулярно принимал участие в заседаниях. С этого момента начинается история баронии Гастингс.
В последующие годы Гастингс служил королю в Уэльсе, Шотландии, Ирландии и Гаскони. Его сестра Ада в 1285 году стала женой одного из валлийских правителей Риса ап Маредида, и Джон подарил новобрачным несколько поместий. Однако через два года Рис поднял восстание, к которому примкнули и некоторые вассалы Гастингса; последнему было приказано поселиться в валлийских владениях и защищать их до тех пор, пока Рис не будет разбит. В 1291 году Джон участвовал в урегулировании конфликта между Гилбертом де Клером, графом Глостером, и Хамфри де Богуном, графом Херефордом, в качестве поручителя за первого из них.

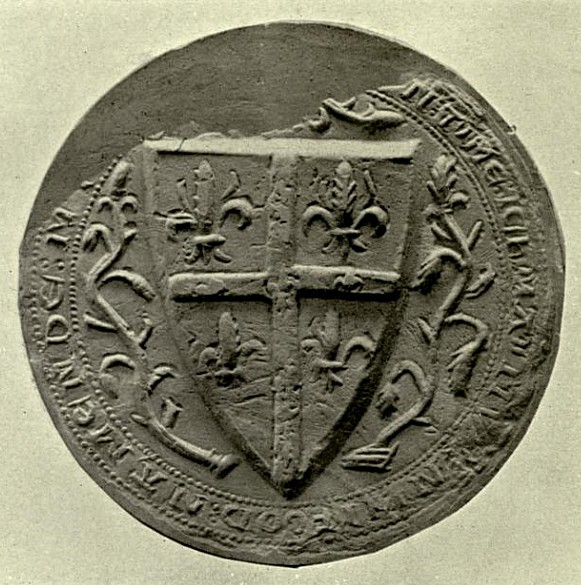
Печать Джона Гастингса

После того как угасла королевская династия Шотландии, Гастингс оказался в числе претендентов на корону в ходе «Великой тяжбы» (1291): он был потомком в пятом поколении Давида I через свою бабку Аду Хантингдонскую. Джон явно проигрывал потомкам двух старших сестёр Ады, Джону Баллиолю и Роберту Брюсу; поэтому он заявил, что Шотландия, являющаяся английским леном, должна быть разделена между сонаследниками согласно английскому праву. Брюс, видя, что спор может быть решён в пользу Баллиоля, поддержал Гастингса, но комиссия, изучавшая права претендентов, отвергла этот вариант. В конце концов королём стал Баллиоль. В 1296 году король Англии Эдуард I попытался установить в Шотландии прямое английское управление, и с этого момента Гастингс постоянно принимал участие в походах на север. Во время этой войны он был посвящён в рыцари, в 1300 году участвовал в осаде Карлаверока (там он командовал отрядом Энтони Бека, епископа Даремского, как его доверенное лицо), в 1301 году поставил свою подпись под обращением английских лордов к папе Бонифацию VIII с требованием не вмешиваться в дела Шотландии. Джоан де Клер, вдовствующая графиня Файф, из-за военных действий не смогла вернуть Гастингсу крупный долг и поэтому передала ему ряд поместий, располагавшихся в обоих королевствах.
В декабре 1302 года Эдуард I назначил Гастингса лейтенантом и сенешалем Гаскони. В 1306 году, когда в Шотландии поднял восстание Роберт Брюс, сэр Джон вернулся в Англию и снова выступил на север. Его задачей в этой войне было установить морскую блокаду западного побережья Шотландии, а главной базой стал остров Арран. В феврале 1307 года группа мятежников во главе с Джеймсом Дугласом и Робертом Бойдом смогла высадиться на этом острове и захватить английский транспорт, который вёз подкрепления, оружие и припасы; тем не менее в том же году Эдуард I пожаловал сэру Джону за его заслуги земли и титул графа Ментейта, конфискованные у одного из сторонников Брюса.
Вскоре Гастингс вернулся в Англию. 25 февраля 1308 года он присутствовал на коронации нового короля, Эдуарда II. В октябре 1309 года сэр Джон последовал за монархом в Гасконь, где снова был назначен лейтенантом и сенешалем, но уже в 1310 году опять находился в Шотландии. 28 февраля 1313 года барон умер. Его тело было похоронено во францисканской церкви в Ковентри.
Первый барон Гастингс упоминается в источниках как человек «дерзкий и безрассудный» на войне, но мягкий и милосердный в мирное время. Он имел репутацию справедливого судьи.

## Семья
Джон Гастингс был женат дважды. Его первой женой стала Изабелла де Валенс, дочь Уильяма де Валенса, 1-го графа Пембрука, и Джоан де Мунченси. В этом браке родились:
- Уильям;
- Элизабет, жена Роджера Грея, 1-го барона Грея из Ратина;
- Джоан, жена Уильяма де Хантингфилда;
- Джон, 2-й барон Гастингс[3][1].

Второй женой Джона Гастингса стала Изабелла ле Диспенсер, дочь Хью ле Диспенсера, 1-го графа Уинчестера, и Изабеллы де Бошан, вдова Гилберта де Клера, барона Томонда. Она родила ещё трёх детей. Это были:
- Томас;
- Маргарет, жена Уильяма Мартина, 2-го барона Мартина;
- Хью I[3].

После смерти сэра Джона его вдова вышла замуж в третий раз — за Ральфа де Монтермара, 1-го барона Монтермара.